# Max Mayer (Schauspieler)

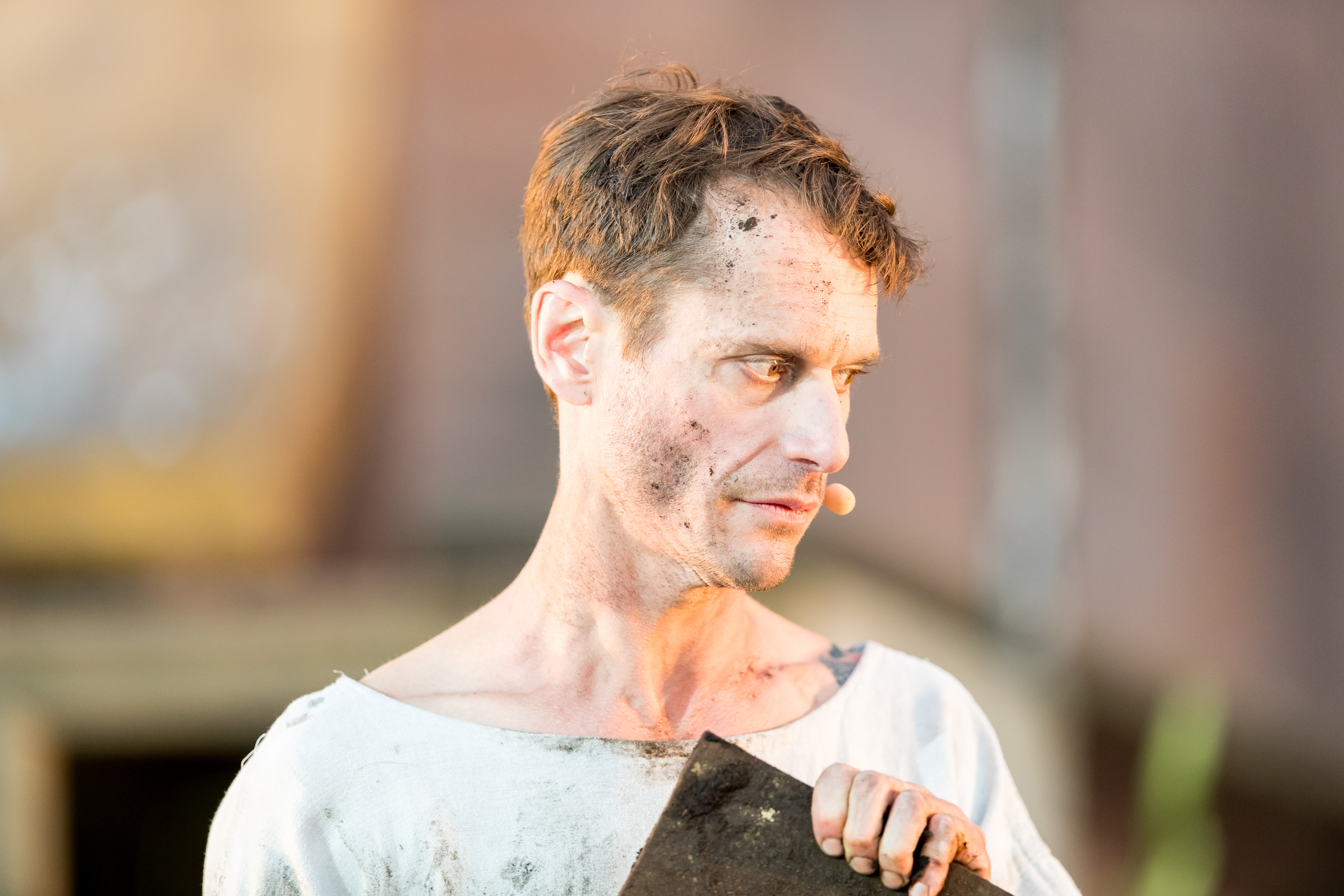
Max Mayer 2018 als Burkhardt bei den Nibelungenfestspielen

Max Mayer (* 1974 in Wien) ist ein österreichischer Schauspieler.

## Leben
Max Mayer studierte von 1992 bis 1994 Geschichte und Kunstgeschichte an der Universität Wien. Seine schauspielerische Ausbildung erhielt er anschließend am Wiener Konservatorium. Dieses Studium schloss er 1998 mit der Diplomprüfung ab.
Ein erstes Engagement erhielt er 1998 am Theater Phönix in Linz. Es folgten Auftritte im Kabelwerk Wien, im Frankfurter Fritz Rémond Theater im Zoo und als Komponist Alexander Zemlinsky wie auch in der Rolle des Gustav Klimt in Joshua Sobols Polydrama Alma (Regie: Paulus Manker) in Wien, Venedig und Lissabon. Bei den Wiener Festwochen war er 2002 in der Uraufführung des Stückes Dafke!! von Barrie Kosky zu sehen. Bei dieser Produktion des Wiener Schauspielhauses führte Barrie Kosky auch Regie. Weitere Auftritte hatte er am Thalia Theater und am Deutschen Schauspielhaus in Hamburg. Von 2006 bis 2008 war Max Mayer Ensemblemitglied des Schauspielhauses Graz. Dort war er u. a. in Der Besuch der alten Dame von Friedrich Dürrenmatt, in Richard III. von William Shakespeare, in Molières Der Menschenfeind, in Wie es euch gefällt von Shakespeare und in Der Zerrissene von Johann Nestroy zu sehen.
Ab 2008 war Max Mayer Ensemblemitglied des Wiener Schauspielhauses. Hier trat er unter anderem in Grillenparz von Thomas Arzt, Bruno Schulz: Der Messias von Malgorzata Sikorska-Miszczuk und Wladimir Sorokins Der Tag des Opritschniks auf. Von 2014 bis 2016 war er festes Ensemblemitglied am Schauspiel Frankfurt, wo er in Ich bin Nijinsky. Ich bin der Tod von Oliver Reese und in der Titelrolle in Der aufhaltsame Aufstieg des Arturo Ui von Bert Brecht zu sehen war. Seit der Spielzeit 2019/20 gehört er zum festen Ensemble des Residenztheaters München (Bayerisches Staatsschauspiel).
Seit 1999 wirkt Max Mayer auch regelmäßig in Fernseh- und Filmproduktionen mit, so zum Beispiel 2010 in dem Kinofilm Mahler auf der Couch, in dem er den Theaterdirektor und Schriftsteller Max Burckhard verkörperte. Gastauftritte hatte er unter anderem in den Fernsehserien Julia – Eine ungewöhnliche Frau, Vier Frauen und ein Todesfall und Kommissar Rex.
Max Mayer ist der Sohn des Fernsehmoderators Horst Friedrich Mayer.

## Auszeichnungen
- 2011: Nestroy-Theaterpreis für seine Darstellungen als Jäger namens Fischer in Grillenparz von Thomas Arzt und in mehreren Rollen in Bruno Schulz: Der Messias von Malgorzata Sikorska-Miszczuk.[3]

## Theater (Auswahl)

### Schauspielhaus Wien
- 2012: Der Seidene Schuh oder Das Schlimmste trifft nicht immer zu (als Don Baltasar). Von Thomas Arzt, Jörg Albrecht, Anja Hilling und Tine Rahel Völcker nach Paul Claudel. Inszenierung: Gernot Grünewald / Mélanie Huber / Christine Eder / Pedro Martins Beja[4][5][6][7]

### Theater Basel
- 2018: König Arthur (als Guillamar, Zauberer der Sachsen). Semi-Oper von Henry Purcell und John Dryden in einer Neudichtung von Ewald Palmetshofer. Inszenierung: Stephan Kimmig

### Residenztheater München
- 2019: Die Verlorenen (als Der Mann mit der Trichterbrust). Von Ewald Palmetshofer. Inszenierung: Nora Schlocker
- 2020: Dantons Tod (als Hérault-Séchelles / Ein Wärter). Nach Georg Büchner. Inszenierung: Sebastian Baumgarten[8][9][10]
- 2021: Dekalog (Ensemble). Nach dem gleichnamigen Drehbuch von Krzysztof Kieślowski und Krzysztof Piesiewicz  Inszenierung: Calixto Bieito[11]
- 2021: HamletHamlet (als Polonius). Nach William Shakespeare. Inszenierung: Robert Borgmann[12]
- 2021: Agnes Bernauer (als Vater Bernauer). Von Franz Xaver Kroetz. Inszenierung: Nora Schlocker[13][14]
- 2021: Mars (Solo-Abend). Von Fritz Zorn. Inszenierung: Max Mayer, Jonas Vogt
- 2021: Gott (als Sperling, medizinischer Sachverständiger). Von Ferdinand von Schirach. Inszenierung: Max Färberböck[15][16]
- 2022: Spiel des Lebens – Die Kareno-Trilogie: «An des Reiches Pforten» – «Spiel des Lebens» – «Abendröte» (als Ivar Kareno). Nach Knut Hamsun. Inszenierung: Stephan Kimmig[17][18][19][20][21]
- 2022: All Together Now! Happening-Gala für nachhaltige Gemeinsamkeit von und mit Schorsch Kamerun und verschiedensten Mitstreiter*innen[22]
- 2023: Spitzenreiterinnen (Ensemble). Nach dem Roman von Jovana Reisinger. Inszenierung: Yana Eva Thönnes
- 2023: Mitläufer. Ein Rechercheprojekt von Noam Brusilovsky. Inszenierung: Noam Brusilovsky
- 2024: Athena (als Athena/Agamemnon). Nach Aischylos. Inszenierung: Robert Borgmann[23]
- 2024: Moby-Dick (als Walfänger und Narr). Nach Herman Melville. Inszenierung: Stefan Pucher[24][25][26]
- 2024: Lysistrata macht Urlaub (als Lysistratas Vater). Von Oleksandr Seredin. Inszenierung: Oleksandr Seredin[27][28][29]
- 2024: Die Wildente (als Relling, Arzt). Nach Henrik Ibsen. Inszenierung: Johannes Holmen Dahl[30]
- 2025: Salome (als Herodes). Nach Oscar Wilde in einer Bearbeitung von Jarosław Murawski. Inszenierung: Ewelina Marciniak[31]
- 2025: Bericht für eine Akademie (Solo-Abend). Von  Franz Kafka. Inszenierung: Max Mayer[32]
- 2025: Pippi Langstrumpf (als Klang/Blom/Der stärkste Mann der Welt). Von Astrid Lindgren für die Bühne bearbeitet von Christian Schönfelder. Inszenierung: Daniela Kranz[33]

## Filmografie (Auswahl)
- 1999: Liebe versetzt Berge
- 2000: Die Nichte und der Tod (Fernsehfilm)
- 2000: Julia – Eine ungewöhnliche Frau – Wahlverwandtschaften
- 2000–2002: Kommissar Rex (3 Folgen)
- 2002: Medicopter 117 – Jedes Leben zählt – Höhenangst
- 2002: MA 2412 – Das Ende
- 2004: SOKO Kitzbühel – Maximaler Profit
- 2004: Wie Schnee hinter Glas
- 2005–2006: SOKO Donau (2 Folgen)
- 2007: Vier Frauen und ein Todesfall – Rattengift
- 2009: Schnell ermittelt – Rainer Kaufmann
- 2010: Mahler auf der Couch
- 2010: Vitasek? – On the Road again
- 2011: Hatch (Kurzfilm)
- 2012: Der Fall Wilhelm Reich
- 2014: Boͤsterreich (Fernsehserie)
- 2014: Kafka, Kiffer und Chaoten
- 2017: SOKO Donau – 3,2,1...Mord
- 2021: Tatort: Die Amme (Fernsehreihe)